# Messaoud Boudjeriou
Cet article possède un paronyme, voir Messaoud Boudjriou.
Messaoud Boudjeriou, dit Messaoud Leksentini, est un militant nationaliste algérien, né le 30 mars 1930 à Aïn Kerma, près de Constantine (Algérie) et mort  le 28 avril 1961 dans un accrochage avec l’armée française à Oum Toub dans le Nord-Constantinois. Il a participé à la guerre d'indépendance algérienne en tant que fidaï.

## Biographie
Messaoud Boudjeriou naquit le 30 mars 1930 à Aïn Kerma, près de Constantine (Algérie), de Amar Boudjeriou et de Allaouache Zohra dont la mère appartient au clan des Boussouf duquel est issu Abdelhafid Boussouf. 